# 格里戈里·佐洛图欣
格里戈里·谢尔盖耶维奇·佐洛图欣,（俄语：Григо́рий Серге́евич Золоту́хин，1911年11月21日—1988年9月20日），苏联政治人物。曾任联共（布）坦波夫州委第二、第一书记；苏共克拉斯诺达尔边疆区委第一书记；苏联采购部长、粮食产品部长等职务。

## 生平
- 1911年11月21日出生于库尔斯克省斯塔鲁斯科尔区斯雷德尼耶-阿波奇基村的一个农民家庭。
- 1928年-1931年，坦波夫州查金农业技术学院学习。
- 1931年-1937年，查金农业技术学院教学农场经理，培训中心主任。
- 1937年-1938年，查金农业技术学院代理主任。
- 1938年-1939年，坦波夫州勒扎克萨区拖拉机站高级农艺师。1939年加入联共（布）。
- 1939年-1940年，共青团坦波夫州委农民青年部主任兼共青团勒扎克萨区委书记。
- 1940年-1942年，联共（布）坦波夫州委第一书记助理。
- 1942年-1944年，联共（布）坦波夫州托卡廖夫卡区委第一书记。
- 1944年-1946年，联共（布）坦波夫州委书记。
- 1946年-1949年，联共（布）中央高级党校学习。
- 1949年-1951年，联共（布）坦波夫州委书记兼州委农业部长。
- 1951年4月-1955年10月，苏共坦波夫州委第二书记。
- 1955年10月-1963年1月，苏共坦波夫州委第一书记。
- 1963年1月-1964年12月，苏共坦波夫州农村地区区委第一书记。
- 1964年12月-1966年2月，苏共坦波夫州委第一书记。
- 1966年1月-1973年5月，苏共克拉斯诺达尔边疆区委第一书记。
- 1973年4月-1985年11月，苏联采购部长。
- 1985年11月-1987年4月，苏联粮食产品部长。
- 1987年4月起退休。
- 1987年4月-1988年9月，苏联部长会议顾问。
- 1988年9月20日于莫斯科逝世，享年76岁。葬于新圣女公墓。

佐洛图欣是苏共20-27大代表；第20-22届中央候补委员，第23-27届中央委员；第5-11届苏联最高苏维埃联盟院代表，第4届俄罗斯苏维埃联邦社会主义共和国最高苏维埃代表。

## 荣誉
- 社会主义劳动英雄称号（1973）
- 五次列宁勋章（1961,1966,1971,1973,1981）
- 十月革命勋章（1986）
- 劳动英勇奖章（1959）[5]